# Don't Let Me Down (Lotta Engberg & Christer Sjögren-låt)
Don't Let Me Down är en låt från 2012 skriven av Lars Diedricson och Lasse Holm. 
Låten framfördes första gången i fjärde deltävlingen i Malmö under Melodifestivalen 2012 av Lotta Engberg & Christer Sjögren. Därifrån tog den sig till andra chansen, men väl där åkte den ut mot Thorsten Flincks Jag reser mig igen.
Den 18 mars 2012 testades låten på Svensktoppen. och gick in på listan veckan därpå.
På listan låg den sedan i tre veckor. innan den lämnade listan.
Sångtexten är baserad på skvallerrubriker om ett förhållande mellan de två artisterna i det tidiga 1990-talets dansbands-Sverige.

### Fotnoter
1. ↑  ”Thorsten Flinck och Top Cats till final”. Aftonbladet. 3 mars 2012. http://www.aftonbladet.se/nojesbladet/melodifestivalen/article14467879.ab. Läst 3 mars 2012.
2. ↑  ”Svensktoppen”. 18 mars 2012. http://sverigesradio.se/sida/topplista.aspx?programid=2023&date=2012-03-18. Läst 18 mars 2012.
3. ↑  ”Svensktoppen”. 25 mars 2012. http://sverigesradio.se/sida/topplista.aspx?programid=2023&date=2012-03-25. Läst 25 mars 2012.
4. ↑  ”Svensktoppslistan”. Sveriges Radio. 8 april 2012. http://sverigesradio.se/sida/topplista.aspx?programid=2023&date=2012-04-08. Läst 15 april 2012.
5. ↑  ”Svensktoppslistan”. Sveriges Radio. 15 april 2012. http://sverigesradio.se/sida/topplista.aspx?programid=2023&date=2012-04-15. Läst 15 april 2012.
6. ↑  ”Värmlands folkblad”. 21 februari 2012. Arkiverad från originalet den 5 mars 2016. https://web.archive.org/web/20160305002722/http://www.vf.se/kultur-noje/noje/holm-%E2%80%9Dlaten-handlar-om-karlekshistorien%E2%80%9D. Läst 3 mars 2012.